# Cordia tinifolia
Cordia tinifolia är en strävbladig växtart som beskrevs av Carl Ludwig von Willdenow, Johann Jakob Roemer och Schult.. Cordia tinifolia ingår i släktet Cordia, och familjen strävbladiga växter. Inga underarter finns listade i Catalogue of Life.